# Blickdeviation
Blickdeviation är att blicken viker av åt sidan på grund av ögonmuskelförlamning.